# São Francisco de Paula (ort)
São Francisco de Paula är en ort i Brasilien.   Den ligger i kommunen São Francisco de Paula och delstaten Rio Grande do Sul, i den södra delen av landet, 1 500 km söder om huvudstaden Brasília. São Francisco de Paula ligger 900 meter över havet och antalet invånare är 13 292.
Terrängen runt São Francisco de Paula är kuperad söderut, men norrut är den platt.
I omgivningarna runt São Francisco de Paula växer huvudsakligen savannskog. Runt São Francisco de Paula är det ganska glesbefolkat, med 22 invånare per kvadratkilometer.